# Теона Босташвілі
Теона Босташвілі (19 січня 1998) — грузинська плавчиня.
Учасниця Олімпійських Ігор 2016 року.